# Angus Wilson
Pour les articles homonymes, voir Wilson.
Angus Frank Johnstone Wilson, né le 11 août 1913 à Bexhill dans le Sussex et mort le 31 mai 1991 à Bury St Edmunds dans le Suffolk, est un écrivain britannique, auteur de romans, de nouvelles et d'essais. Lauréat du Prix James Tait Black pour The Middle Age of Mrs Eliot (Les Quarante Ans de Mrs Eliot), il fut anobli par la reine Élisabeth II et reçut la distinction de commandeur de l'Ordre de l'Empire britannique.

## Biographie

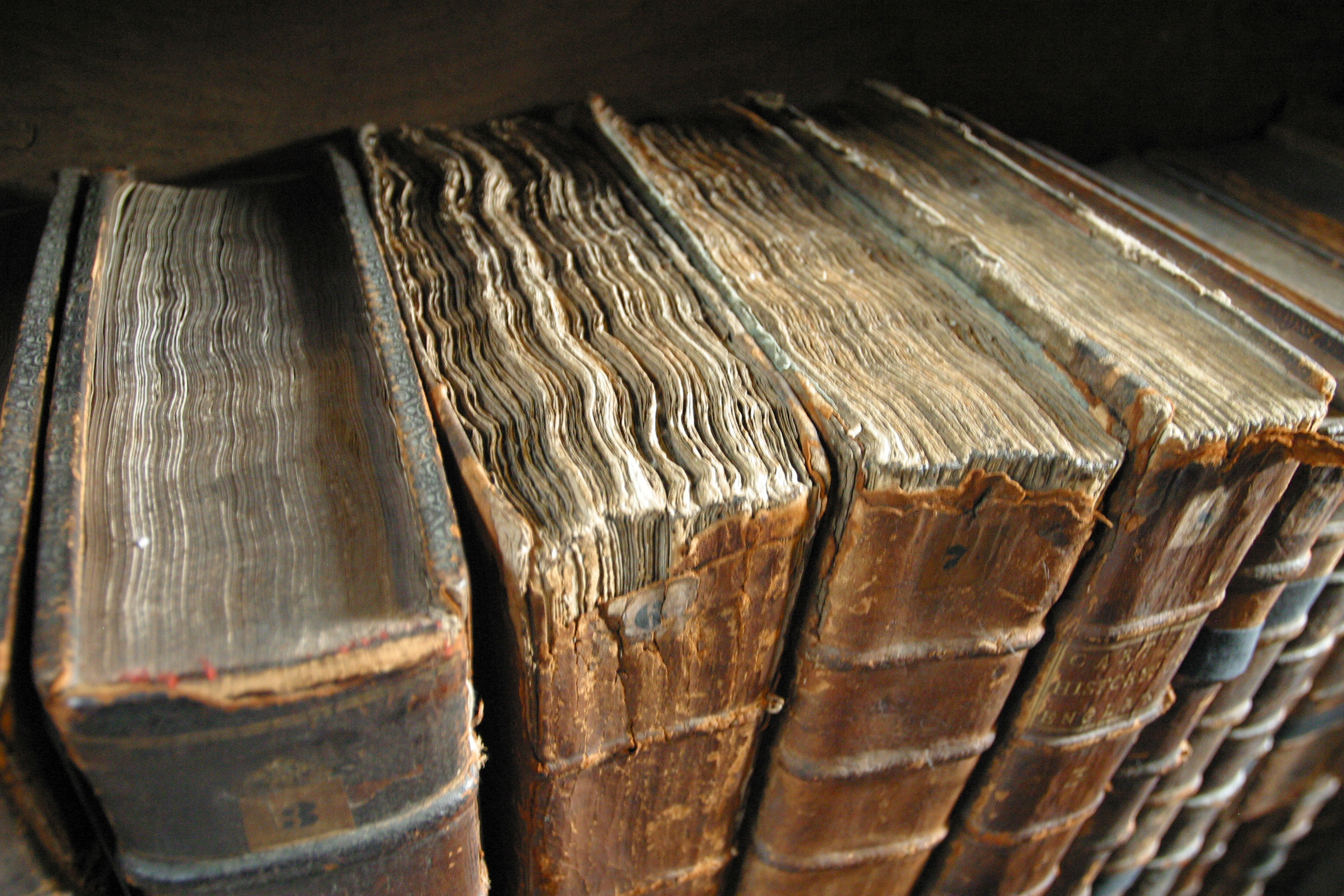
Livres anciens, bibliothèque de Merton College, Oxford

Né à Bexhill, dans le Sussex, Angus Wilson avait une mère sud-africaine et un père anglais. Après des études à Merton College (Oxford), il devint en 1937 bibliothécaire au British Museum, au département des imprimés, et travailla au catalogue général. Pendant la Seconde Guerre mondiale, il fut affecté à la section de contre-espionnage Hut 8 à Bletchley Park, dans l'équipe chargée de déchiffrer le code Enigma. Après la victoire des Alliés, il retrouva son emploi au British Museum, où il resta jusqu'en 1955. Il démissionna alors pour se consacrer à l'écriture et s'installa dans le Suffolk.

## Œuvres

### Ouvrages traduits en français
- La Girafe et les vieillards, Stock, 1963
- Les Quarante Ans de Mrs Eliot, Folio, 1983
- Attitudes anglo-saxonnes, 10/18, 1984
- La Ciguë et après, 10/18, 1984 ; Laffont, coll. Pavillons, 1992
- L'Appel du soir, 10/18, 1984
- Saturnales, Stock, Bibliothèque cosmopolite, 1984
- Le Monde de Charles Dickens, Gallimard, coll. Tel, 1995
- Angleterre, Braun et Cie
- Comme par magie, Stock
- Embraser le monde, Stock
- En jouant le jeu, Stock

### Ouvrages en langue anglaise
Romans
- Hemlock and After (1952)
- For Whom the Cloche Tolls: a Scrapbook of the Twenties (1953)
- Anglo-Saxon Attitudes (1956)
- The Middle Age of Mrs Eliot (1958)
- The Old Men at the Zoo (1961)
- Late Call (1964)
- No Laughing Matter (1967)
- As If By Magic (1973)
- Setting the World on Fire (1980)

Nouvelles
- The Wrong Set (1949)
- Such Darling Dodos (1950)
- A Bit Off the Map (1957)

Théâtre
- The Mulberry Bush (1955)

Divers
- The Wild Garden or Speaking of Writing (1963)
- The World of Charles Dickens (1970)
- The Naughty Nineties (1976)
- The Strange Ride of Rudyard Kipling: His Life and Works (1977)
- Diversity and Depth in Fiction: Selected Critical Writings of Angus Wilson (1983)
- Reflections In A Writer's Eye: travel pieces by Angus Wilson (1986)

## Distinctions
- 1958 : Prix James Tait Black dans la catégorie Fiction pour The Middle Age of Mrs. Eliot
- 1968 :  Ordre de l'Empire britannique à titre civil Il est fait commandeur au honneurs du nouvel an 1968 (en).
- 1980 :  Il est fait Knight Bachelor au honneurs d'anniversaire de 1980 (en).
- 1983 : Docteur honoris causa de l'université Sorbonne-Nouvelle[2]